# Ямайка на літніх Олімпійських іграх 1964
Ямайка на літніх Олімпійських іграх 1964 в Токіо (Японія) була представлена 21 спортсменом (17 чоловіків та 4 жінки) у 4 видах спорту (легка атлетика, стрільба, бокс, вітрильний спорт). Країна не здобула жодної медалі.
Наймолодшим членом команди була легкоатлетка Юна Моріс (17 років 272 дні), найстарішим — яхтсмен Бартон Кіркконнел (47 років 160 днів).